# Lasiochlamys cordifolia
Espèce
Lasiochlamys cordifolia est une espèce de plantes à fleurs de la famille des Salicaceae et du genre Lasiochlamys, endémique de Nouvelle-Calédonie. L'espèce est protégée.

## Description
C'est un arbuste grêle de 3 m ; les rameaux sont couverts de lenticelles. Les feuilles sont un peu coriaces, elliptiques ou ovales, cordées et dissymétiques à la base, obtuses au sommet ; le bord est entier ou peu crénelé ; le pétiole est long. Les fleurs mâles n'ont pas été décrites ; les femelles sont blanchâtres, sur des glomérules de 10–15 fleurs sur les rameaux. Les fruits sont jeunes, seuls vus ; les graines sont par 3-4 immatures. La floraison et la fructification ont lieu en novembre et en mai-juin.

## Habitat et répartition
Cette espèce se rencontre sur la Grande Terre (Nouvelle-Calédonie), dans les vallées de Ponérihouen (Aoupinié) et de Poindimié (Povila). Son habitat est les sous-bois de la forêt dense, humide, sur substrat schisteux.

## Publication originale
- (en) H. Sleumer, « A concise revision of the Flacourtiaceae of New Caledonia anf the Loyalty Islands », Blumea: Biodiversity, Evolution and Biogeography of Plants, vol. 22, no 1,‎ 1er janvier 1974, p. 127 (ISSN 2212-1676, lire en ligne, consulté le 8 janvier 2021)